# Helvetica

Písmo Helvetica

Helvetica je hojně používaná rodina bezpatkového písma (Sans-serif), které v roce 1957 vytvořili švýcarští designéři Max Miedinger a Eduard Hoffmann z písmolijny Haas’sche Schriftgiesserei AG. Helvetica byla navržena jako univerzální bezpatkové písmo na základě grotesků z konce 19. století. Původně byla pojmenována Neue Haas Grotesk, později však byl název změněn.
Jejich cílem bylo vytvořit takový typ písma, který bude neutrální a jasný, aby bylo možné ho používat v různých situacích. Vývoj písma Helvetica jde stále dopředu, od jeho vzniku bylo v dalších písmolijnách vytvořeno již několik nových verzí. Jedná se např. o Helvetica Light, Helvetica Compressed, Helvetica Textbook, Helvetica Narrow nebo Helvetica World.
Písmo Helvetica se využívá často pro komerční účely, objevuje se hojně v logách velkých firem (např. Motorola, Kawasaki, Olympus, Skype, BMW, Jeep).
V roce 2007 byl uveden nezávislý dokumentární film Helvetica režiséra Garyho Hustwita, natočený k 50. výročí vytvoření tohoto písma.

Varianty písma Helvetica